# Eva Westerling
Eva Annika Westerling, född 1 september 1967 i Lund, är en svensk skådespelare och sjukhusclown.

## Biografi
Westerling är uppvuxen i Lund med en pappa som var murare och en mamma som arbetade inom psykiatrin. Westerling är utbildad undersköterska. Genom engagemang för Jesperspexet i Lund skolades hon in i skådespelaryrket.
Sedan 2004 är Westerling verksam som sjukhusclown för organisationen Clownronden i Region Skåne, genom vilket hon framför allt arbetar med sjuka barn och unga samt dementa äldre. Ett arbete hon uppmärksammats för medialt flera gånger.
Westerlings filmdebut var som mamman i filmen Vackert väder från 1996. För TV-publiken är Westerling kanske framför allt känd för sin medverkan i komediserier som Hipp Hipp!, Bonusfamiljen och Nästan inget. Hon har även medverkat i barnprogram som Vid Vintergatans slut och Pax jordiska äventyr.

## Filmografi (i urval)
- 1996 – Vackert väder
- 2001–2003 – Hipp Hipp! (TV-serie)
- 2010 – Vid Vintergatans slut (TV-serie)
- 2012–2015 – Pax jordiska äventyr (TV-serie)
- 2013 – Bron (TV-serie)
- 2018 – Lingonligan (TV-serie)
- 2019–2021 – Bonusfamiljen (TV-serie)
- 2021 – Nästan inget (TV-serie)

## Teater (i urval)
- 2022–2024 – Mitt om natten, musikal på Nöjesteatern i Malmö[9]